# جيمس لورانس كينغ
جيمس لورانس كينغ (بالإنجليزية: James Lawrence King)‏ هو محامي وقاضي أمريكي، ولد في 20 ديسمبر 1927 في ميامي في الولايات المتحدة.